# シャトー＝テボー
シャトー＝テボー （Château-Thébaud）は、フランス、ペイ・ド・ラ・ロワール地域圏、ロワール＝アトランティック県のコミューン。コミューンはブルターニュの一部であり、伝統的な地方区分ではヴィニョブル・ナンテに属し、歴史的にはペイ・ナンテに属する。

## 地理

県におけるシャトー＝テボーの位置

コミューンはナントの南東20kmに位置する。1999年にINSEEがまとめた順位表によれば、シャトー＝テボーは都市圏に含まれる農村型コミューンで、ナント人口集中地域に含まれている。また、ナント＝サン＝ナゼールの都市空間の一部となっている。
シャトー＝テボーは、アルモリカ山塊に属する花崗岩から黒雲母の薄板の上にある。この薄板は、南東から北西の軸に向け、ルゼからモンターニュ＝シュル＝セーヴルに向かって伸びている。ロワール川の北側では、アルモリカ山塊の尾根であるシヨン・ド・ブルターニュによってさらに拡張される。両側を高い崖に挟まれたメーヌ川がポン・カフィオ付近でこの薄板を介して流れていく。
シャトー＝テボーの村落は、およそ50m下の川を見下ろしている。この場所は、以前水車のあったダムを含む。そこには登山教室やレジャーセンターもある。ポン・カフィオは、コミューンの境界がメーヌ川の流れと対応するため、隣接するコミューンのメスドン＝シュル＝セーヴルと分け合っている。

## 人口統計
| 1962年 | 1968年 | 1975年 | 1982年 | 1990年 | 1999年 | 2006年 | 2012年 |
| ------ | ------ | ------ | ------ | ------ | ------ | ------ | ------ |
| 1461   | 1377   | 1573   | 2144   | 2357   | 2474   | 2731   | 2926   |

source=1999年までLdh/EHESS/Cassini、2004年以降INSEE

### 参照
1. ↑  Réélu en 2014.